# Palaeopsylla laxidigita
Palaeopsylla laxidigita är en loppart som beskrevs av Xie Baoqi et Gong Zhengda 1989. Palaeopsylla laxidigita ingår i släktet Palaeopsylla och familjen mullvadsloppor. Inga underarter finns listade i Catalogue of Life.